# Devin Gibson
Devin Rashad Gibson (Houston, 21 maggio 1989) è un ex cestista statunitense.

## Palmarès
- Campionato estone: 1

Kalev/Cramo: 2013-14